# Usine Renault de Sandouville
L'usine Renault de Sandouville est une usine du groupe automobile Renault, construite au début des années 1960 et opérationnelle depuis 1964 sur le territoire de la commune de Sandouville (Normandie), non loin du port du Havre, sur l'estuaire de la Seine.

## Historique
À l'origine, l'usine de Sandouville était un site de carrosserie et de montage, conçu pour assembler la Renault 16, première berline à hayon de sa catégorie. La R16 a eu la lourde tâche de faire revenir lentement Renault dans le segment du moyen-haut de gamme, un créneau que le constructeur au losange avait complètement délaissé depuis l’échec cuisant de la Frégate dans les années 1950. Heureusement, la R16 plaît à la clientèle française et, à la fin de sa carrière en 1979, on dénombre 1 401 205 exemplaires produits dans l'usine de Sandouville. 
En 1970, l’usine se dote d’un atelier d’emboutissage et, en 1974, se met à assembler le duo R15 / R17, voitures se voulant sportives, basées sur la berline R12. Entre 1971 et 1975, 135 407 R15 et 17 sont assemblées avant que la chaîne ne soit peu à peu transférée à Maubeuge à partir de 1973. En 1974, l'usine accueille la R12 qui remplace la vieillissante R8/R10 dans la gamme moyenne du constructeur national. Seuls 119 894 exemplaires seront fabriqués à Sandouville. En 1974, l'usine de Sandouville commence la fabrication de la R30 et sa variante d'entrée de gamme R20. Cette nouvelle tentative de Renault sur le segment haut de gamme ne sera pas vraiment couronnée de succès, seuls 743808 exemplaires ont été produits entre 1974 et 1983 (dont 607405 R20 et 136403 R30). La très classique R18 remplace la R12, opération que certains spécialistes ont qualifiée de simple restyling ; 817 732 exemplaires sont produits jusqu'en 1985. 
À partir de 1983, l'usine commence la production de la R25, ce qui marque une évolution pour le site de Sandouville qui, désormais, se consacre à la production des véhicules haut de gamme de la marque. Après la R25, de 1983 à 1992, produite à 780 976 exemplaires (sans les préséries), la production de la R21, remplaçante de la R18, débute en 1985 ; 812 408 exemplaires sont assemblés jusqu'en 1993. En 1991, l'assemblage de la Safrane pour succéder a la R25 débute même si la commercialisation ne fut effective qu'en mai 1992; 313 448 exemplaires sont assemblés en 10 ans, jusqu'en 2000. 
En 1993 , l'usine de Sandouville entame la saga Laguna, remplaçante de la 21 , un modèle crucial pour Renault qui n'arrive pas à se développer dans le segment rémunérateur des berlines familiales de moyen standing, dominé par les marques Premium allemandes et italiennes. La première génération de la Laguna (1993-2000) connaît un bon succès avec 1 234 410 exemplaires produits. En 2000, Renault lance la Laguna 2, également fabriquée exclusivement à Sandouville qui ne sera produite qu'à 1 108 378 exemplaires jusqu'en 2007. Enfin, arrive la Laguna 3, produite à seulement 285 268 exemplaires entre 2007 et 2015. La Laguna 3 n’a jamais atteint les objectifs qui étaient de 600 véhicules par jour. À côté de la Laguna 2, Renault fait fabriquer également la Vel Satis, succédant à la Safrane et un véritable échec désastreux qui, de 2001 à 2009 ne sera fabriquée qu’à 62 201 exemplaires, essentiellement vendus aux Administrations, ministères et services de l'État. À partir de 2001, 352 289 exemplaires de l'Espace 4 seront produits jusqu'à son arrêt en 2014.
En 2014, le site de Sandouville perd définitivement la production des automobiles Renault haut de gamme de l'ex-Régie Nationale des Usines Renault, privatisée en 1990 et devenue Renault SA, même si la Laguna 3 y sera encore produite pendant quelques mois, jusqu'en 2015. Le constructeur a décidé que ses prochains modèles Espace 5 et Talisman seront assemblés dans l'usine de Douai. Pour occuper satisfaire à la demande du gouvernement français, et conformément à son engagement, le constructeur rapatrie à Sandouville la fabrication du Trafic 3. La précédente génération Trafic 2 était le fruit d'une coopération avec les filiales européennes du constructeur américain General Motors et le Trafic 2 était fabriqué en Espagne et en Grande Bretagne dans les usines General Motors de Barcelone et Luton. son utilitaire star, le Trafic. Un changement d’orientation plutôt réussi puisqu’à ce jour, ce sont plus de 1 100 000 unités du fourgon de troisième génération qui sont sortis de Sandouville. 
Après avoir employé jusqu'à 13 000 personnes, l'effectif est tombé à 4 650 salariés en 2006, dans un site qui fonctionnait, cette année-là, à seulement 40 % de sa capacité en raison de l'échec commercial des Laguna 2 et Vel Satis. Les salariés attendaient leur salut avec la Laguna 3, lancée fin 2007, pour assurer l'avenir du site : « Si la première voiture que l'on essaie de faire revivre à Sandouville ne marche pas, cela aura des conséquences pour ce site qui ne tourne déjà qu'à 40 % de ses capacités. Notre plan est réaliste, mais pas idéaliste ».
En raison de la mévente de la nouvelle Laguna 3, Renault annonce, en juillet 2008, la suppression d'une des deux équipes de travail, soit environ 1 000 salariés. En 2010, les premiers travaux de transformation de l'usine commencent pour préparer la mutation du site vers l'assemblage de véhicules utilitaires.
Grâce à l'alliance Renault-Nissan-Mitsubishi et aux accords de coopération signés avec Opel et Vauxhall (filiales de General Motors), Fiat Professional (filiale du groupe Fiat Auto) et Renault Trucks, l'usine de Sandouville fabrique, en parallèle avec l'usine Vauxhall de Luton jusqu'en décembre 2018, depuis 2014 des véhicules badgés pour ces sept marques, sous le nom de Renault Trafic III, Nissan NV300 puis Nissan Primastar II (Mitsubishi Express en Australie et Nouvelle Zélande 2020-2022), Opel et Vauxhall Vivaro B, Fiat Talento II et Renault Trucks Trafic III Red (2022-).
La production des Opel/Vauxhall Vivaro B, commencée en 2014, s'est achevée en fin d'année 2019, celle du Fiat Talento II, commencée en avril 2016 s'est achevée début octobre 2020. Ces modèles ont été remplacés par les Vivaro C (été 2020) et Fiat Scudo III (janvier 2022), clones des Citroën Spacetourer et Jumpy III. 
Depuis 2023, l'usine Renault de Sandouville ne produit que les modèles Renault Trafic III et ses clones :
- Nissan Primastar II
- Renault Trucks Trafic III Red.

## Dates-clés
Voici les dates-clés de l'histoire de l'usine :
- 1964 : inauguration de l’usine
- 1965 : début de la production de la Renault 16.
- 1970 : début de la production de la Renault 12.
- 1972 : début de la production des Renault 15 et 17.
- 1975 : début de la production de la Renault 30.
- 1976 : début de la production de la Renault 20.
- 1978 : début de la production de la Renault 18.
- 1984 : début de la production de la Renault 25.
- 1986 : début de la production de la Renault 21.
- 1992 : début de la production de la Safrane.
- 1994 : début de la production de la Laguna.
- 1998 : obtention de la certification ISO 14001.
- 2000 : début de la production de la Laguna II.
- 2001 : début de la production de la Vel Satis.
- 2002 : début de la production de l'Espace IV.
- 2003 : obtention de la certification ISO 9001 version 2000. L'ensemble de la gamme M2S est labellisé 5 étoiles Euro NCAP.
- 2007 : démarrage de la fabrication de la Laguna III.
- 2014 : 30 septembre : inauguration de la ligne de production du nouveau Renault Trafic - démarrage de la fabrication du Renault Trafic III et de son clone allemand l'Opel/Vauxhall Vivaro B. Ses clones italien Fiat Talento II et japonais Nissan NV300, seront produits à partir d'avril 2016 pour Fiat Professional et de novembre 2016 pour Nissan. Son autre clone japonais, le Mitsubishi Express, ne sera produit qu'à partir de janvier 2020.
- 2019 : le deux-millionième Renault Trafic toutes générations confondues et hors Opel/Vauxhall Vivaro B, Fiat Talento II, Mitsubishi Express, Nissan Primastar, Nissan NV300 est produit en milieu d'année.
- 2019 : arrêt de la production du modèle Vivaro pour Opel et Vauxhall fin décembre.
- 2020 : arrêt de la production du modèle Talento pour Fiat Professional en octobre.
- 2022 : arrêt de production du modèle Express pour Mitsubishi Motors début janvier.
- 2023 : le millionième Renault Trafic III, hors Opel/Vauxhall Vivaro B, Fiat Talento II, Renault Trucks Trafic III Red, Nissan Primastar II, Nissan NV300, Mitsubishi Express, est produit le 23/05/2023.
- 2023 : A l'automne, lancement de la production du Trafic électrique (Renault et Renault Trucks).

## Récapitulatif des modèles Renault produits à Sandouville depuis 1964
| Années          | Modèle                    | Production |
| 1964 - 1979     | Renault 16                | 1 401 205  |
| 1971 - 1975     | Renault 15 et 17          | 135 407    |
| 1974 - 1978     | Renault 12                | 119 894    |
| 1974 - 1983     | Renault 30                | 136 403    |
| 1976 - 1984     | Renault 20                | 607 405    |
| 1978 - 1985     | Renault 18                | 817 732    |
| 1983 - 1992     | Renault 25                | 780 976    |
| 1985 - 1993     | Renault 21                | 810 408    |
| 1990 - 2000     | Safrane                   | 313 448    |
| 1992 - 2000     | Laguna I                  | 1 234 410  |
| 2000 - 2007     | Laguna II                 | 1 108 278  |
| 2001 - 2009     | Vel Satis                 | 62 201     |
| 2001 - 2014     | Espace IV                 | 352 289    |
| 2007 - 2015     | Laguna III                | 285 268    |
| 2014 - en cours | Trafic III et ses dérivés | 1 150 000  |